# Muñequita Sally
Muñequita Sally (nom d'artiste de Sara Barreto Retuerto) (* Province de Huaral, 1969 - † Lima, 2007) est une chanteuse folklorique de huayno et de huaylas principalement connue au Pérou.

## Biographie
Sara Barreto Retuerto née le 28 mai 1969 dans la province de Huaral, Lima. Fille de Hilda Retuerto Neri, son père biologique l'abandonne, laissant Sara et son grand frère Victor à la charge de leur mère. C'est son père d'adoption (qui lui a donné son nom de famille) Eladio Barreto Campos qui lui donne le goût de la chanson, l'aidant à former son premier groupe de musique et qui lui donne son premier nom de scène : "La natachita del folklore". 
La famille déménage dans la province de Lima dans le district d'Ancón pour promouvoir la carrière de Sara. Installé dans le pueblo joven, Carlos Manuel Cox et Sara, alors adolescente, décident de changer de type musical et commencent à produire de la  cumbia andine ou musica chicha au sein du groupe Pintura Roja, groupe populaire des années 1980. 
Plusieurs années après, elle quitte le groupe pour reprendre sa carrière solo de chanteuse de huayno, c'est alors qu'elle prend le nom de scène de "Muñequita Sally". En 1991 elle se marie avec Demetrio Deciderio Valenzuela Cutti. De cette union naît une fille appelée Daisy. Son mari, policier, meurt en service.  
Éloignée des scènes, se consacrant à l'éducation de sa fille, elle rencontre Genaro Luis Cerna, avec lequel elle se marie et a deux enfants Kevin et Cielo. Elle revient sur scène et fonde le centre d'éducation préuniversitaire privé Dios es amor d'Ancón.
Avec sa chanson Pisao, Sally renoue avec le succès. Elle meurt le 27 mai 2007 dans un accident de la route, au km 29 de la route panaméricaine nord, près du cimetière "Jardines del Buen Retiro", où se trouve sa sépulture.

## Grands succès
Sally enregistre 12 albums. Les chansons suivantes sont ses plus grands succès qui toujours chantent l'amour, la trahison et la bière. 
- Terco corazón (Cœur entêté)
- Ya te olvidé (Je t'ai oublié)
- La Titular
- La Ladrona (La voleuse)
- Mi Soledad (Ma solitude)
- Hombre casado (Homme marié)
- Pisao (Humilié)
- Sin pensar me enamoré (Sans m'en rendre compte, je suis tombée amoureuse)
- Los hombres no lloran (Les hommes ne pleurent pas)